# Radiokæde
En radiokæde er et system af flere transceivere (egentlig repeatere), der kan overføre et signal fra den første station over evt. mellemliggende stationer til den afsluttende station og ofte den anden vej tilbage. Radiokæder kan benyttes til distribuering af fjernsynssignaler til lokalsenderne, radiofoni, eller til teleforbindelser eller styring af forskellige installationer som alternativ til kabelforbindelser. Radiokæder benytter ofte antenner monteret i høje tårne, som eksempel Søsterhøjsenderen, Sorring-Tårnet, og Tinghøjtårnet for at kunne række langt trods Jordens krumning. Radiokæder benyttes i stort omfang til kommunikation i Grønland.

## Eksterne links
- Radiokædetårne og link-udstyr - Dansk Radio